# Lycosa iranii
Lycosa iranii är en spindelart som beskrevs av Pocock 1901. Lycosa iranii ingår i släktet Lycosa och familjen vargspindlar. Inga underarter finns listade i Catalogue of Life.